# 马修·丹尼
马修·丹尼（英語：Matthew Denny，1996年6月2日—），澳大利亚男子田径运动员。他曾代表澳大利亚参加2018年和2022年英联邦运动会田径比赛，获得一枚金牌和一枚银牌。他也曾参加2016年和2020年夏季奥林匹克运动会。